# Guerras Genpei
Guerras Genpei (源平合戦 - Genpei Gassen ou Genpei Kassen) é o nome pelo que se conhece a uma série de conflitos que tiveram lugar no antigo Japão, entre 1180 e 1185 (finais da era Heian), que colocaram frente a frente os clãs Taira e Minamoto. A consequência direta desta guerra civil foi a vitória do clã Minamoto e a queda do clã do Taira, o que pôs os samurais no comando político e militar do Japão, e permitiu o estabelecimento do primeiro shogunato na história japonesa, o Kamakura, encabeçado por Minamoto no Yoritomo (1192).
O nome Genpei (às vezes, também escrito Gempei) provém da união dos kanjis dos clãs envolvidos: Minamoto e Taira. A leitura dos mesmos, tendo em conta tanto a kun'yomi (leitura japonesa) como a on'yomi (leitura chinesa) é, para o primeiro clã, Genji e, para o segundo, Heike (cuja corrupção o deixaria em Pei). O conflito é conhecido também em japonês como a Guerra Jisho-Juei, que corresponde ao nome das eras que transcorreram, do início e ao final da guerra.
As Guerras Genpei começaram quando Minamoto no Yorimasa, líder do clã, apoiou a um candidato diferente ao dos Taira para o trono imperial. A batalha de Uji, ocorrida nas redondezas de Kioto, foi o começo de uma guerra de cinco anos que se desenvolveu ao longo de três etapas configuradas ao redor de conflitos: a primeira etapa (junho de 1180) esteve centrada na chamada às armas por parte de Yorimasa para recuperar para Mochihito o trono imperial que havia perdido nas mãos de Antoku, neto de Taira no Kiyomori. Esta rebelião foi "sufocada" rapidamente pelos Taira poucos dias depois. A segunda etapa (setembro de 1180), morto Yorimasa, esteve protagonizado por seu sucessor, Minamoto no Yoritomo, e estendeu-se até meados de 1181, quando proclamou-se uma guerra forçada por uma manifestação em todo o país que durava já dois anos. A terceira e última etapa iniciou-se no começo de 1183 e terminou com a vitória do clã Minamoto na batalha naval de Dan-no-ura de 1185, no qual marca o final da era Heian e o início do período Kamakura, no qual supõe a transição japonesa da época clássica à época feudal.